# Opius euwattacooanus
Opius euwattacooanus är en stekelart som beskrevs av Fischer 1964. Opius euwattacooanus ingår i släktet Opius och familjen bracksteklar. Inga underarter finns listade i Catalogue of Life.